# Дурак, Мустафа
Мустафа Дурак (фр. и тур. Mustafa Durak; 13 августа 1988 года, Страсбург) — турецкий и французский футболист, играющий на позиции полузащитника.

## Клубная карьера
Родившийся во французском Страсбурге Мустафа Дурак начинал карьеру футболиста в местном одноимённом клубе, выступая за его резервную команду. В сезоне 2009/10 он играл за клуб бельгийского Третьего дивизиона «Эксельсиор Виртон». Летом 2010 года Дурак перешёл в команду французского Национального чемпионата (Лига 3) «Гап», а спустя год — в клуб той же лиги «Ньор», с которым по итогам чемпионата 2011/12 вышел в Лигу 2.
В конце июля 2013 Дурак подписал контракт с турецким «Газиантепспором». 19 августа того же года он дебютировал в турецкой Суперлиге, выйдя на замену после перерыва в гостевой игре с «Галатасараем». 4 апреля 2014 года Дурак забил свой первый гол на высшем уровне, открыв счёт в домашнем поединке против «Касымпаши».
В августе 2016 года Мустафа Дурак перешёл в клуб турецкой Первой лиги «Адана Демирспор», а летом следующего года — в команду той же лиги «Болуспор».